# وين كوبر (كرة سلة)
وين كوبر (بالإنجليزية: Wayne Cooper)‏ مواليد 16 نوفمبر 1956 في ميلان، هو لاعب كرة سلة أمريكي سابق. بدأ مسيرته الاحترافية في سنة 1978. تم اختياره من قبل فريق غولدن ستايت ووريورز خلال الدرافت. بلغ طوله 6 قدم 10 بوصة (2.1 م). اعتزل اللعب في 1992. أحرز خلال مسيرته في الإن بي إيه 7777 نقطة بمعدل 7.9 نقاط في المباراة الواحدة.

## المسيرة الاحترافية
لعب مع غولدن ستايت ووريورز من سنة 1978 إلى 1980، ثم لعب مع يوتا جاز في موسم 1980–1981، ثم لعب مع دالاس مافيريكس في موسم 1981–1982، ثم لعب مع بورتلاند ترايل بلايزرز من سنة 1982 إلى 1984، ثم لعب مع دنفر ناغتس من سنة 1984 إلى 1989، ثم لعب مع بورتلاند ترايل بلايزرز من سنة 1989 إلى 1992.

## روابط خارجية
- وين كوبر على موقع إن بي أي (الإنجليزية)
- وين كوبر على موقع سبورتس رفرنس (الإنجليزية)
- وين كوبر على موقع كلية كرة السلة في سبورتس رفرنس.كوم (الإنجليزية)
- وين كوبر على موقع ريلجم (الإنجليزية)
- وين كوبر على موقع بروبوليرز (الإنجليزية)